# Systemgewinn
Systemgewinn ist ein Begriff aus der Video- und Kommunikationstechnik. Er beschreibt die Güte einer Signalübertragung, die in der Praxis stets von Rauschanteilen (auch als Bildrauschen) beeinträchtigt wird. Der Zahlenwert des Systemgewinnes drückt aus, um welchen Faktor sich das Signal-Rausch-Verhältnis durch eine bestimmte technische Maßnahme erhöht, also verbessert. Die erhaltene Zahl ist Grundlage für die anschließende Kosten-Nutzen-Analyse.